# Terre de Heer
La Terre de Heer est un territoire administratif norvégien situé au sud-est du Spitsberg, Svalbard. Il est délimité au nord par la Terre de Nordenskiöld, à l'est par le Storfjorden, au sud par la Terre de Nathorst et à l'ouest par le fjord Van Mijenfjorden. 
La Terre de Heer est relativement recouverte de glace, avec des montagnes jusqu'à près de 1 100 mètres. Les montagnes sont plus élevées et plus escarpées à l'ouest. 
Il n'y ni habitations ni traces d'habitation dans la Terre de  Heer mais Sveagruva n'est situé qu'à seulement 2 km au nord-ouest du territoire, sur l'autre rive de la baie de Sveabukta.
Il n'y a ni parcs nationaux ni réserves naturelles et il est obligatoire de se déclarer près du Sysselmann lorsque l'on veut se rendre sur la Terre de Heer.
La terre est nommée d'après le naturaliste suisse Oswald Heer (1809-83), professeur à l'Université de Zurich.